# راغب زاراكولو
راغب زاراكولو (مواليد 1948) ناشط وناشر تركي في مجال حقوق الإنسان واجه منذ فترة طويلة مضايقات قانونية بسبب نشر كتب حول مواضيع مثيرة للجدل في تركيا، وخاصة حول حقوق الأقليات وحقوق الإنسان في تركيا.

## السيرة الشخصية
ولد راغب زاراكولو عام 1948 في بيوك اضه بالقرب من إسطنبول. في ذلك الوقت، كان والده رمزي زاراكولو، حاكم المنطقة في تلك الجزيرة. نشأ راغب زاراكولو مع أفراد الأقلية اليونانية والأرمنية في تركيا. في عام 1968 بدأ الكتابة لمجلتي "Ant" وآفاق جديدة (بالتركية: Yeni Ufuklar).
في عام 1971 تولى المجلس العسكري السلطة في تركيا. حوكم راغب زاراكولو بتهمة إقامة علاقات سرية مع منظمة العفو الدولية. أمضى خمسة أشهر في السجن، قبل إسقاط التهم. وفي عام 1972، حُكم على راغب زاراكولو بالسجن لمدة عامين بسبب مقالته في مجلة Ant عنوانها (Pledge) حول هو تشي منه وحرب فيتنام، حيث مكث في سجن السليمية (إسطنبول) وأفرج عنه عام 1974 بعد عفو عام. عند إطلاق سراحه، رفض زاراكولو التخلي عن حملته من أجل حرية الفكر، وبذل جهده من أجل «انتشار احترام الأفكار والثقافات المختلفة في تركيا».
كانت دار النشر بيلج التي أسسها زاراكولو وزوجته أيشينور زاراكولو في إسطنبول عام 1977 تحت تركيز قوانين الرقابة التركية منذ ذلك الحين. كما أسفرت التهم الموجهة إلى الزوجين عن سجنهما، ومصادرة الكتب وإتلافها بالجملة وفرض غرامات باهظة.
في عام 1979 كان راغب زاراكولو أحد مؤسسي صحيفة يومية باسم الديمقراطي (بالتركية: Demokrat) وقد تولى المسؤولية عن مكتب صحفي للشؤون الخارجية. تم حظر الصحيفة إثر الانقلاب العسكري في 12 سبتمبر 1980 وسُجن لفترة وجيزة عام 1982 فيما يتعلق بهذا الموقف في صحيفة الديمقراطي. لقد مُنع من مغادرة البلاد بين عامي 1971 و1991. في عام 1986 أصبح واحدًا من 98 مؤسسًا لجمعية حقوق الإنسان التركية. ولبعض الوقت، ترأس راغب زاراكولو لجنة الكتاب في السجن التابعة لنادي القلم الدولي في تركيا. حاليًا يترأس لجنة حرية النشر في اتحاد الناشرين منذ 2007.
حتى الانقلاب العسكري في 12 سبتمبر 1980، نشرت دار النشر بيلج معظم الكتب الأكاديمية والنظرية. بعد ذلك بدأت تنشر سلسلة كتب كتبها سجناء سياسيون. تتكون السلسلة المكونة من 35 كتابًا من قصائد وقصص قصيرة وروايات. تشمل قائمة المنشورات (انظر قائمة المنشورات المختارة أدناه) أكثر من 10 كتب (ترجمات) من الأدب اليوناني، و10 كتب عن المسألة الأرمنية وخمسة كتب تتعلق باليهود في تركيا. كما يوجد عدد من الكتب التي تتناول كرد تركيا.
بالإضافة إلى ذلك، فقد نشر عدة كتب عن الإبادة الجماعية للأرمن، مثل الحقيقة ستحررنا: مصالحة الأرمن والأتراك لجورج جرجيان وللدكتورة الأرمنية دورا سكيان طبيب أرمني في تركيا: جرابيد هاتشيريان: محادثتي في سميرنا عام 1922 — والتي وجهت اتهامات جنائية جديدة في عام 2005. في نوفمبر 2007، نشر زاراكولو كتاب ديفيد جاونت «مذابح، مقاومة، حُماة» حول الإبادة الجماعية الآشورية مترجمًا إلى اللغة التركية.
في عام 1995 تم إلقاء قنابل حارقة على مكاتب دار النشر بيلج من قبل مجموعة يمينية متطرفة، مما أجبر الزوجين على الإقامة في قبو. ومنذ وفاة زوجته في عام 2002، ظل زاراكولو يواجه المزيد من الملاحقات القضائية.
في مايو 2017، داهمت الشرطة دار النشر بيلج وقالت إن لديها أوامر بمصادرة جميع نسخ كتاب الكرد عديمي الجنسية والقرارات أقوى من الموت. كما صادرت الشرطة مئات الكتب التي نُشرت في الثمانينيات والتسعينيات، مع عدم وجود أوامر بذلك.

## المحاكمات
تشمل الدعاوى القضائية الأخيرة المرفوعة ضد راغب زاراكولو ودار النشر بيلج (لقد ظلت زوجته أيشينور حتى وفاتها بدلًا منه تحاكم بدلًا) ما يلي:

### 2002
في 21 مارس، استمعت محكمة أمن الدولة في إسطنبول رقم 1 إلى قضية أيشينور زاراكولو بتهمة نشر دعاية انفصالية من خلال نشر كتاب لحسين تورهالي، الرئيس السابق لحزب الديمقراطية لمحافظة ديار بكر، عنوانه أغاني الحرية. خلال جلسة الاستماع، صرح زوجها، راغب زاراكولو، أن هذه ستكون القضية الرابعة والثلاثين المرفوعة ضد زوجته، إذا كانت على قيد الحياة. وفي 4 يونيو، أسقطت المحكمة في إسطنبول التهم الموجهة إليه بعد إثبات أن حسين تورهالي كان يعيش في فرنسا وأن أيشينور زاراكولو توفيت في يناير.

### 2003
في 3 ديسمبر، برأت اللجنة الأمنية العليا في إسطنبول راغب زاراكولو من التهم بموجب المادة 312 من قانون العقوبات التركي. كانت المحاكمة قد بدأت لترجمته كتابًا عنوانه محاكمة 12 سبتمبر، بقلم الدكتور غازي تشغلار من جامعة هانوفر.

### 2004
في 10 سبتمبر، أنهت محكمة العقوبات الثقيلة في إسطنبول رقم 14 (رقم 4 سابقًا في محكمة أمن الدولة العليا في إسطنبول) القضية المرفوعة ضد الناشر راغب زاراكولو، صاحب صحيفة الأجندة الحرة في البلاد (بالتركية: Ülkede Özgür Gündem)، وعلي جيليك قاسيموغولاري، والمحرر في جريدة محمد شولاك بخصوص مقال عنوانه سنا ني (ما هذا لك) نُشر في 8 مارس 2003. لقد حكمت المحكمة على قاسموغولاري بغرامة قدرها 3.3 مليار ليرة تركية وعلى محمد شولاك بالسجن 6 أشهر وغرامة قدرها 1.65 مليار ليرة تركية بموجب المادة 7/2 من قانون العقوبات (نشر دعاية لمنظمة غير قانونية). تم تخفيف عقوبة شولاك إلى غرامة إجمالية قدرها 3.73 مليار ليرة تركية. تم فصل ملف زاراكولو بسبب التغيير القانوني الذي تم إجراؤه بخصوص المادة 312 من القانون الجنائي المنقَّح، وكان سيحاكم في محكمة جزائية.
استمعت محكمة بيوغلو الجنائية رقم 2 إلى القضية في 2 مارس 2005 وقد أجلت الجلسة إلى 12 مايو. لقد عقدت جلسات استماع أخرى في 21 سبتمبر و11 أكتوبر 2005. النتيجة غير معروفة.

### المادة 301
تم اتهام راجب زاراكولو بالترجمة التركية لكتاب الأستاذة دورا ساكايان عنوانه «طبيب أرمني في تركيا: جرابيد هاتشيريان: محادثتي في سميرنا عام 1922». وفقًا للائحة الاتهام، كان من المقرر إصدار حكم على زاراكولو وفقًا للمادة 301 من قانون العقوبات العام الجديد (التي كانت المادة 159 من قانون العقوبات التركي السابق). تم تحديد موعد الجلسة الأولى في 21 سبتمبر في محكمة العقوبات في إسطنبول رقم 2.
في 20 سبتمبر، واصلت المحكمة الجنائية رقم 2 في إسطنبول النظر في القضية المرفوعة ضد راغب زاراكولو، مالك دار النشر بيلج، فيما يتعلق بكتاب عن الإبادة الجماعية للأرمن عنوانه «الحقيقة ستحررنا» للكاتب البريطاني جورج جرجيان. تم تأجيل الجلسة إلى 22 نوفمبر للتحقيق في تقرير الخبير. الرسوم المتعلقة بالمادة 301 الجديدة من قانون العقوبات التركي (يونيو 2005). تم الجمع بين القضيتين الأخيرتين وعقدت جلسات استماع أخرى في 21 نوفمبر و15 فبراير و19 أبريل و21 يونيو و14 ديسمبر 2006. كان من المقرر عقد الجلسة التالية في 15 مارس 2007.
في يونيو 2008، أدين زاراكولو بتهمة «إهانة مؤسسات الجمهورية التركية» بموجب المادة 301 من قانون العقوبات التركي لترجمته كتاب جرجيان ونشره. حكم عليه القاضي بالسجن خمسة أشهر. ومع ذلك، قال القاضي، مستشهدًا «بسلوك زاراكولو الحسن»، إن صاحب البلاغ قد يتجنب السجن بدفع غرامة.

### قضية اتحاد مجتمعات كردستان
تم اعتقاله في 28 أكتوبر 2011 في إطار عملية اتحاد مجتمعات كردستان.
في فبراير 2012 تم ترشيح زاراكولو لجائزة نوبل للسلام من قبل أعضاء البرلمان السويدي. تم الإفراج عنه في 10 أبريل 2012. في عام 2013، انتقل زاراكولو إلى السويد. في عام 2020، قضت المحكمة الأوروبية لحقوق الإنسان بأن سجنه ينتهك حقه في الحرية وحرية التعبير، وأمرت تركيا بدفع 6500 يورو كتعويض غير مالي.

## جوائز لراغب وأيشينور زاراكولو
حصل راغب زاراكولو على جائزة NOVIB / PEN للتعبير الحر في عام 2003.
في أكتوبر 1998، تم تكريم أيشينور زاراكولو من قبل رابطة الناشرين الدولية مع جائزة حرية النشر الدولية. لم تتمكن من حضور الحفل في معرض فرانكفورت الدولي للكتاب حيث تمت مصادرة جواز سفرها.
في سبتمبر 2008، منحت نفس المنظمة راغب زاراكولو جائزة الاتحاد الدولي للناشرين لعام 2008 لحرية النشر من أجل «[إرسال] رسالة إلى السلطات التركية مفادها أنه يجب تعديل التشريعات المحلية لتتوافق مع المعايير الدولية لحرية التعبير».
في مارس 2012، منح المركز الثقافي الآشوري في ستوكهولم في السويد الجائزة الثقافية الآشورية لراغب زاراكولو، الذي كان حينها في السجن، لكونه مدافعًا عن حقوق الإنسان وحقوق الأقليات في تركيا وأوروبا.

## روابط خارجية
- مقالات نشرتها راغب زاراكولو باللغة التركية
- القلم الإنجليزي، راغب زاراكولو
- تأسيس «أصدقاء بيلج»: نداء من أجل التضامن